# 李宗黄
李 宗黄（り そうこう、繁体字: 李宗黃; 簡体字: 李宗黄; 拼音: Lǐ Zōnghuáng; ウェード式: Li Tzung-huang）は、中華民国（台湾）の政治家・軍人。中国同盟会以来の革命派人士で、中国国民党の元老の1人でもある。国民政府では地方行政の専門家として地方制度の立案に深く関わった。字は伯英。

## 事跡

### 民国初期の活動
幼少の頃、玉屏書院で学ぶ。1909年（宣統元年）、雲南陸軍小学を卒業して湖南陸軍中学に入学、さらに保定陸軍軍官学校第1期歩兵科に進学した。1911年（宣統3年）、天津で中国同盟会に加入する。同年10月、武昌起義（辛亥革命）が勃発すると、武漢へ急行し、黄興から督戦参謀に任ぜられた。
1915年（民国4年）、護国戦争が勃発すると、李宗黄は護国軍の駐上海代表に任命され、各党派や馮国璋との交渉を担当した。特に馮には、中立の立場をとるよう説いている。翌年6月、袁世凱が死去すると、雲南督軍府（督軍：唐継尭）参謀処長に昇進し、北京政府の黎元洪から陸軍少将位を授与された。1918年（民国7年）、日本へ赴き、地方自治の視察を行っている。1919年（民国8年）1月、雲南省市政公所督弁に任ぜられた。
1921年（民国10年）3月、李宗黄は唐継尭の代表として広東に赴き、軍政府交通部次長に任ぜられ、さらに部長事務を署理している。1923年（民国12年）8月、駐粤滇軍第2軍参謀長に任命され、陳炯明討伐に活躍し、孫文（孫中山）から陸軍中将位を授与された。同年中に大本営で参議や高級参謀を務めている。1924年（民国13年）1月、広東江防司令に任ぜられ、中国国民党第1期中央執行委員候補に当選した。同年6月、駐粤滇軍軍長代理となる。1927年（民国16年）、北伐に参加し、南京で国民革命軍総司令部参事に任命された。

### 国民政府での活動
1928年（民国17年）、李宗黄は唐継尭失脚後の雲南省に戻り、中国国民党の代表として党の影響力を伸ばそうとする。しかし、李は省内の学生や各団体など各社会勢力に強圧的な態度で臨み、ついには学生デモを武力鎮圧して死者を出してしまった。これにより省内から李追放の声が高まり、さらに党中央の勢力伸張を望まない雲南省政府主席竜雲からも見放され、李は省から退出せざるを得なくなった。
1931年（民国20年）、国民党第4期中央執行委員候補に任ぜられ、1934年（民国23年）には江蘇省の江寧県で党務指導委員会主任委員を務めた。翌年5月、監察院監察委員に任ぜられ、11月には党第5期中央執行委員に選出されている（続く第6期でも当選）。1936年（民国25年）1月、中央地方自治計画委員会副主任委員（主任委員代理）となった。日中戦争（抗日戦争）勃発後は河南省で党部特派委員を務め、1939年（民国20年）6月には行政院県政計画委員会副主任委員（主任委員代理）となっている。1942年（民国31年）4月、甘粛省政府委員に任ぜられる。翌年以降は、県長選任のための各種試験実施に取り組んだ。

### 雲南での失政
1945年（民国34年）10月、雲南省政府主席竜雲が蔣介石により武力で罷免されると、その後任となるために李宗黄が指名され、省民政庁長兼主席代理、雲南省党部主任委員として久しぶりに雲南省に戻ることになる。これは、竜雲の後継者と目されていた盧漢（当時ベトナムで日本軍降伏受諾事務に従事）が後任となることを蔣が望まなかったがための措置であった。
ところが李宗黄は前回の反省も無くまたしても強圧的な態度をとり、雲南派や省内各社会勢力から反発と敵意を買うだけだった。このために蔣介石も李を正式な省政府主席に任命することに二の足を踏み、12月には盧漢をベトナムから呼び戻して主席とせざるを得なくなる。挙句に李は学生デモ武力鎮圧事件をまたしても引き起こし（一二・一惨案）、翌年2月、民政庁長などからも罷免、再び雲南省を追い出されてしまった。
南京に戻った李宗黄は、党中央党政考核委員会秘書長に任ぜられた。1947年（民国36年）、行憲国民大会代表に当選している。国共内戦で国民党が敗北すると、李は台湾へ逃亡し、引き続き国民大会代表を務めた。このほか、総統府国策顧問、党中央評議委員、光復大陸設計研究委員会委員、中央政治大学教授などを歴任している。晩年は中国地方自治学会理事長に就任し、地方行政に関する各種書籍・雑誌を刊行した。
1978年（民国67年）6月16日、台北市にて病没。享年91（満90歳）。